# Nobuyuki Kojima
Nobuyuki Kojima (小島 伸幸, Kojima Nobuyuki, Maebashi, 17 januari 1966) is een Japans voormalig voetballer die als doelman speelde.

## Carrière
Nobuyuki Kojima speelde tussen 1988 en 2005 voor Bellmare Hiratsuka, Avispa Fukuoka en Thespa Kusatsu.

## Japans voetbalelftal
Nobuyuki Kojima debuteerde in 1995 in het Japans nationaal elftal en speelde 4 interlands.

## Statistieken
| Japans voetbalelftal | Japans voetbalelftal | Japans voetbalelftal |
| Jaar                 | Wed.                 | Dlp.                 |
| -------------------- | -------------------- | -------------------- |
| 1995                 | 3                    | 0                    |
| 1996                 | 1                    | 0                    |
| Totaal               | 4                    | 0                    |